# Saprosites laticollis
Saprosites laticollis är en skalbaggsart som beskrevs av Riccardo Pittino 2008. Saprosites laticollis ingår i släktet Saprosites och familjen Aphodiidae. Inga underarter finns listade i Catalogue of Life.